# Mustafa Kemal Atatürk
Mustafa Kemal Atatürk (n. 1881, Salonic, Imperiul Otoman – d. 10 noiembrie 1938, Beşiktaş⁠(d), İstanbul, Turcia) a fost un militar  și politician turc, născut în Macedonia, fondatorul și primul președinte al Republicii Turcia, fiul lui Ali Rıza (Efendi) și Zübeyde (Hanım).

## Începutul carierei
Mustafa Kemal s-a născut în anul 1881, la Thessaloniki (Salonic), nordul Greciei de astăzi. În privința studiilor, părinții săi și-au manifestat opțiuni contrare: dacă mama sa dorea ca fiul ei să urmeze o școală tradițională islamică, tatăl Ali Rıza dorea o altfel de educație pentru Mustafa, optând pentru o școală laică. Drept compromis, Mustafa a început școala islamică, dar a fost înscris la vârsta de șapte ani la o școală pregătitoare civilă de stat.
Conform variantei oficiale, numele Kemal și l-a ales de unul singur, ca un tribut adus poetului Namık Kemal, pe care îl considera un model.
A învățat la școala lui Hafiz Mehmet, după care a fost mutat, la cererea tatălui său, la școala lui Semsi Efendi. În această perioadă și-a pierdut tatăl care a decedat în anul 1888. A studiat apoi la Academia militară din Monastir (azi Bitola) din 1895, absolvind ca locotenent în 1904 și apoi a fost trimis în Damasc. 
La academia militară, Mustafa s-a concentrat pe studiul materiilor de specialitate, dar și pe studiul politicii. A învățat franceza, apoi germana, fiind atras de ideile occidentale. În cadrul academiei și-a dezvoltat unele vicii precum alcoolul, tutunul, femeile sau jocul de cărți, deși acestea nu i-au afectat dezvoltarea academică sau militară. Prin urmare, rezultatele sale i-au asigurat admiterea la Academia Otomană de Război (Harp Akademisi) - oglinda Academiei Prusace de Război (Kriegsakademie). A terminat al cincilea din cei 43, pe 11 ianuarie 1905, fiind numit căpitan de stat major în cadrul corpului statului major general.
Curând s-a alăturat unei societăți secrete de ofițeri reformiști numită „Vatan ve Hürriyet” (Patria și Libertatea), devenind un inamic activ al regimului otoman. După ce a fost trimis înapoi la Selânik în 1907 s-a alăturat Comitetului pentru Uniune și Progres (Junii Turci).
Junii Turci au preluat puterea de la sultanul Abdul Hamid al II-lea în 1908, iar Kemal a devenit o figură militară importantă. În 1911 a plecat în Libia pentru a lua parte la apărarea împotriva invaziei italiene. La prima parte a Războaielor Balcanice Kemal nu a putut lua parte, fiind încă în Libia, în schimb în 1913 s-a întors la Constantinopol și a fost numit comandantul apărării otomane în zona Gallipoli, pe coasta Traciei. În 1914 a fost numit atașat militar în Sofia, în parte pentru a-l îndepărta din capitală,  ca urmare a unor intrigi politice.

## Comandant de război
Când Imperiul Otoman a intrat în război de partea Germaniei, Kemal a fost trimis la Rodosto (azi Tekirdag), la Marea Marmara. Zona de comandă includea din nou zona Gallipoli, fiind comandantul care a respins debarcările Antantei de la Gallipoli în aprilie 1915, devenind erou național și acordându-i-se titlul de „Paşa” (comandant).
De asemenea, ca urmare a evenimentelor petrecute la Gallipoli, generalul Liman von Sanders (alături de care a obținut marea victorie) l-a decorat pe Mustafa pe 23 mai cu Crucea de Fier, fiind totodată promovat la gradul de albay (colonel) la data de 1 iunie 1915. Cu toate acestea, Kemal se manifesta pe parcursul războiului împotriva aliaților germani, considerând că aceștia îi foloseau pe turci pentru propriile interese, dorind ca aceștia să fie scoși din pozițiile de comandă ale armatei.
Între 1917-1918 Kemal Paşa a fost trimis pe frontul din Caucaz, luptându-se cu forțele rusești, apoi în Hedjaz, unde Revolta Arabă împotriva dominației otomane era în desfășurare. Între timp el a devenit din ce în ce mai critic la adresa incompetenței guvernului sultanului în gestionarea mersului războiului, cât și la adresa dominației germane în Europa. Și-a dat demisia dar a acceptat în final să comande Armata a 7-a din Palestina și Siria.
În octombrie 1918 otomanii au capitulat în fața forțelor Antantei, iar Kemal a devenit un conducător al partidului care favoriza politica apărării acelor zone ale Imperiului unde se vorbea limba turcă. 
Totodată, în momentul în care a primit textul armistițiului, pe 3 noiembrie 1918, Mustafa s-a arătat revoltat de faptul că se ceda Aliaților o serie de teritorii extrem de importante, precum Istanbulul, Dardanelele, Mosulul și tunelul Pozanti. Având în vedere situația critică, a trimis fără succes telegrame în capitală, menționând că se va opune ocupării britanice din Iskenderun. Ahmet Izzet, în calitatea sa de prim-ministru, i-a ordonat să predea orașul, demisionând din funcția sa, reușind să-l demită și pe Kemal.
Antanta nu a așteptat încheierea unui tratat de pace pentru a începe să ocupe zone ale Imperiului. Grecii au ocupat Smyrna (Izmir), iar italienii au ocupat provizoriu Antalya în mai 1919, în acord cu Tratatul de la Sèvres (care nu a fost ratificat de parlamentul otoman deși a fost semnat de către sultan).

## Conducător naționalist
Guvernul l-a trimis pe Kemal în Anatolia de est să reprime o demonstrație ce mai târziu s-a dovedit a fi inexistentă. Totuși Kemal a profitat de ocazie pentru a părăsi capitala.
Istoria modernă a Turciei se consideră că a început pe 19 mai 1919, când Kemal a ajuns în Anatolia. Abandonând misiunea de a „restabili ordinea”, el a fondat o mișcare naționalistă turcă cu baza la Ankara.
În altă ordine de idei, la data de 15 mai, armata greacă debarca în Izmir, cu dorința evidentă de a-l anexa, în baza „Megali Idea” (Marea Idee) a prim-ministrului Venizelos, ce promova ideea că Grecia modernă trebuia să înconjoare Marea Egee, obținând totodată și vechea Ionie, constituită din litoralul estic al Mării Egee și Anatolia occidentală. O zi după acest eveniment, pe 16 mai 1919, Mustafa Kemal se îmbarca pe vaporul Bandirma, pornind spre Samsun, nu înainte ca britanicii să verifice ambarcațiunea înainte de plecare. Ajuns la destinație, Mustafa a pornit o „campanie de unire a mișcării naționaliste de rezistență”. Cu toate că inspectorii englezi îl amenințau să oprească aceste acțiuni, Kemal a părăsit orașul, nu înainte să încurajeze în rândul populației sentimente antigrecești. Au urmat vizitele în cadrul garnizoanelor armatei și jandarmeriei, plus mesaje telegrafice prin care îndemna comandanții să ceară eliberarea teritoriilor de sub ocupație străină. Astfel se formau mai multe grupuri naționaliste în toate orașele din imperiu.
Au urmat apoi momente tensionate pentru liderul turc, având în vedere că, în noaptea de 8 spre 9 iulie 1919, după un schimb de telegrame cu ministrul de Război, Kemal și-a dat demisia din cadrul armatei, dar cu toate acestea, acțiunile sale pentru reîntregirea națională au continuat. Guvernul a ordonat arestarea sa, trimițând totodată o trupă de cavalerie kurdă pentru prinderea lui Mustafa Kemal. Această acțiune nu s-a finalizat cu succes, dat fiind faptul că s-a reușit interceptarea cavaleriei kurde de către oamenii lui Mustafa.
Cu toate acestea, în aprilie 1920 un parlament provizoriu din Ankara i-a oferit titlul de președinte al Adunării Naționale. Același parlament a respins Tratatul de la Sèvres, Kemal declanșând un război patriotic pentru a alunga forțele militare engleze, franceze, italiene, armene și grecești din Turcia. Englezii, francezii și italienii au recunoscut în cele din urmă regimul său și s-au retras (în urma confruntărilor militare câștigate de către turci). Trupele elene, călăuzite de „Ideea cea mare” a recuperării teritoriilor locuite de greci, a Ioniei antice și a Constantinopolului, au avansat însă prea adânc în inima Anatoliei, spre Ankara, dar au fost înfrânte de İsmet Inönü și Kemal la Sakarya (august 1921) și Dumlupinar (august 1922). În 1923 Tratatul de la Lausanne a fost ratificat de guvernul lui Kemal.

## Președinție

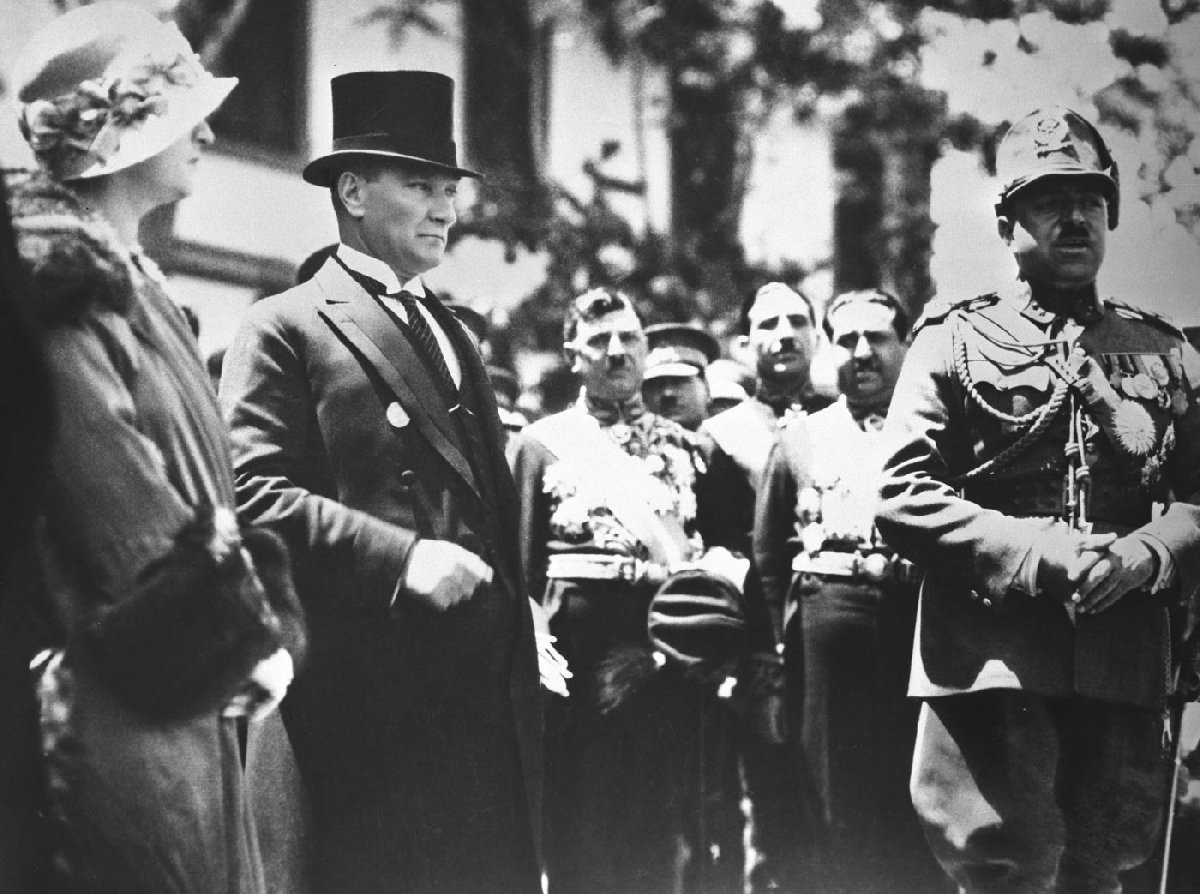
Mustafa Kemal Atatürk, la Ankara cu regele din Afganistan, Amanullah Khan (1928).

Republica Turcia a fost fondată pe 29 octombrie 1923 iar Kemal a fost ales primul președinte al țării. În practică a fost un dictator moderat, deși a impus multe reforme cu caracter democratic. În 1932, în cadrul unei recepții, un tânăr jurist l-a abordat pe Mustafa dorind să-i citeze opinia unui anumit autor italian care îl descria pe liderul turc ca fiind un dictator. Ca replică, Kemal i-a răspuns, zâmbind, următoarele: „Greșește, dacă aș fi ceea ce susține el, tu n-ai îndrăzni să mi-o spui.” Prestigiul lui a fost mare în anii 1920, astfel încât în vremea sa a existat foarte puțină opoziție față de guvern. Deși a admirat unele aspecte ale politicii Uniunii Sovietice și Italiei Fasciste, el nu era nici comunist, nici fascist: proprietatea privată a fost protejată și încurajată iar inamicii politici nu au suferit de obicei de pedepse mai grele decât exilul în provincie.

### Reforme

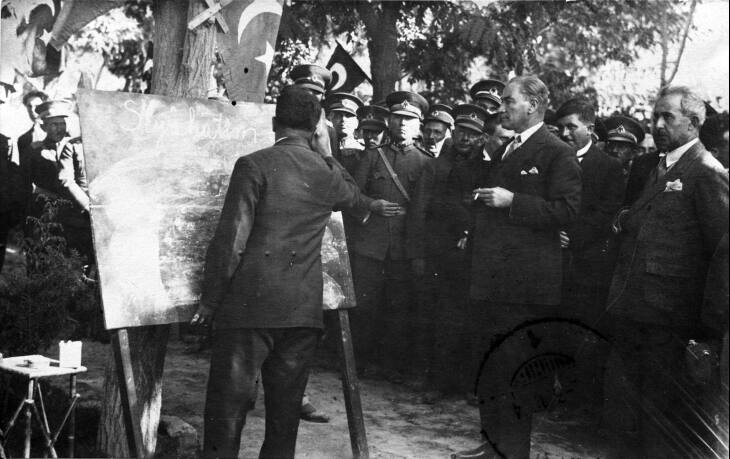
Atatürk introducând noul alfabet turcesc în Sivas.

Kemal avea un program încorporat în deviza partidului său (Partidul Republican al Poporului), constând în "șase săgeți": republicanism, naționalism, secularism, populism, etatism și revoluție. Baza programului său era planul de secularizare și modernizare a Turciei.
Califatul a fost abolit în martie 1924, școlile religioase au fost desființate în același timp și legea musulmană (Șaria) a fost desființată, fiind înlocuită de codul civil elvețian, codul penal italian și codul comercial german.
Egalitatea femeilor a fost încurajată după căsătoria lui Mustafa Kemal cu o femeie educată, Latife Hanım, în 1923 (au divorțat în 1925). Legalizarea ei a început prin adoptarea unor legi. În decembrie 1934 femeilor li s-a dat voie să voteze pentru membri din parlament și să dețină locuri în parlament.
Kemal a văzut fezul (pălăria otomană) ca un simbol al feudalismului și a interzis-o.
Cea mai revoluționară reformă a fost înlocuirea alfabetului arab cu alfabetul latin, în 1928.
În 1934 o lege i-a forțat pe turci să-și adopte nume de familie în stil vestic. Adunarea i-a dat lui Kemal titlul de „Atatürk”, însemnând „tatăl turcilor”.
Principiile politice ale lui Atatürk, așa numitul „Kemalism”, au fost proclamate în 1931 ca ideologie oficială a regimului. Înainte de aceasta, în 1930 a încurajat crearea Partidului Republican Liberal ca partid de opoziție, sub conducerea vechiului său camarad Ali Fethi Okyar Bey, pas considerat de el ca fiind în folosul democrației, însă atitudinile reacționare ale noilor membri ai acestuia au dus până la urmă la desființarea noului partid.
Posibil cel mai faimos discurs al liderului turc, în calitatea sa de președinte al Republicii Turcia,  a fost cel prezentat în fața Marii Adunări Naționale, între 15 și 20 octombrie 1927, discurs ce s-a întins pe parcursul a 36 de ore. Kemal a vorbit despre evenimentele din timpul Războiului Turc de Independență, până la fondarea republicii, dar nu doar aceste aspecte au fost atinse. „Nutuk” (Discursul), cum îl numesc turcii, a conținut și o serie de atacuri adresate adversarilor politici ai lui Mustafa, printre care Karabekir, Rauf, Mersinli Djemal, Nurettin, Ali Ishan sau Cafer Tayyar.
Cu toate că reformele întreprinse de Ataturk au avut un efect pozitiv în ceea ce privește modernizarea Turciei, a existat o anumită categorie care s-a opus vehement regimului kemalist: kurzii. Având în vedere că Aliații le promiseseră acestora independența, kurzii erau revoltați de faptul că evenimentul nu s-a produs. Prin urmare, la data de 25 februarie 1925 a izbucnit o rebeliune aflată sub conducerea șeicului Sait, care însă nu a avut sorți de izbândă. Ismet-Pașa, vechiul camarad al lui Kemal și viitorul președinte al republicii, a fost trimis să-i oprească fără milă pe kurzi. Urmările acestei revolte au fost spânzurarea șeicului și a 46 dintre susținătorii săi, precum și instituirea unei „politici de negare”, prin care limba, identitatea și cultura kurdă erau strict interzise. Această politică s-a prelungit până în anul 2009.

### Înțelegerea Balcanică
La 9 februarie 1934 a fost creată, printre alții, la inițiativa lui Atatürk, Înțelegerea Balcanică (în franceză Entente Balkanique) de către Grecia, Iugoslavia, România și Turcia. Acest tratat avea un caracter defensiv: în cazul izbucnirii unui război țările aliate își puteau apăra granițele. Țările din acest spațiu au dorit stabilirea unei zone tampon între Uniunea Sovietică și Vestul Europei. Albania, Bulgaria, Italia, Ungaria și Uniunea Sovietică au refuzat să participe la acest tratat defensiv.
În aceeași perioadă și în aceeași ordine de idei, între Republica Turcia și România s-a semnat un Tratat de Prietenie Veșnică, tratatul fiind și în prezent în vigoare.

## Viața personală
În ceea ce privește viața personală, Mustafa Kemal s-a bucurat de-a lungul timpului de prezențe feminine în preajma sa, în special din rândul doamnelor cu o educație aleasă, susținătoare ale drepturilor femeilor. O primă încercare de constituire a unei familii a fost cu Fikriye, pe atunci în vârstă de 16 ani, având cu aceasta o relație ce s-a întins pe parcursul a 12 ani. Cu toate acestea, mama și sora fetei s-au opus relației dintre cei doi, iar Mustafa nu a putut să o ia de soție.
După 1922 a cunoscut-o la Izmir, pe Latife, în vârstă de 24 de ani, realizată atât intelectual, cât și social, având în vedere că studiase dreptul în Franța. Un an mai târziu s-a căsătorit cu ea. Având în vedere comportamentele deviante ale lui Kemal, nopțile pierdute în compania altor femei și faptul că era obligată să stea în casă, Latife a dorit să divorțeze - Mustafa urma să declare, pentru a justifica acțiunea fostei sale soții, că el este căsătorit cu națiunea. Totuși, acesta a adoptat de-a lungul timpului mai mulți copii, unul dintre aceștia devenind aviatoarea Sabiha Gökçen.

## Sfârșitul vieții
La 09:05 dimineața, pe 10 noiembrie 1938, Mustafa Kemal Atatürk a murit în Palatul Dolmabahçe din Istanbul de ciroză a ficatului.

## Bibliografie

Bustul lui Mustafa Kemal Atatürk instalat în fața Teatrului Odeon din București.